# Kalkquellmoor bei Diesenbach

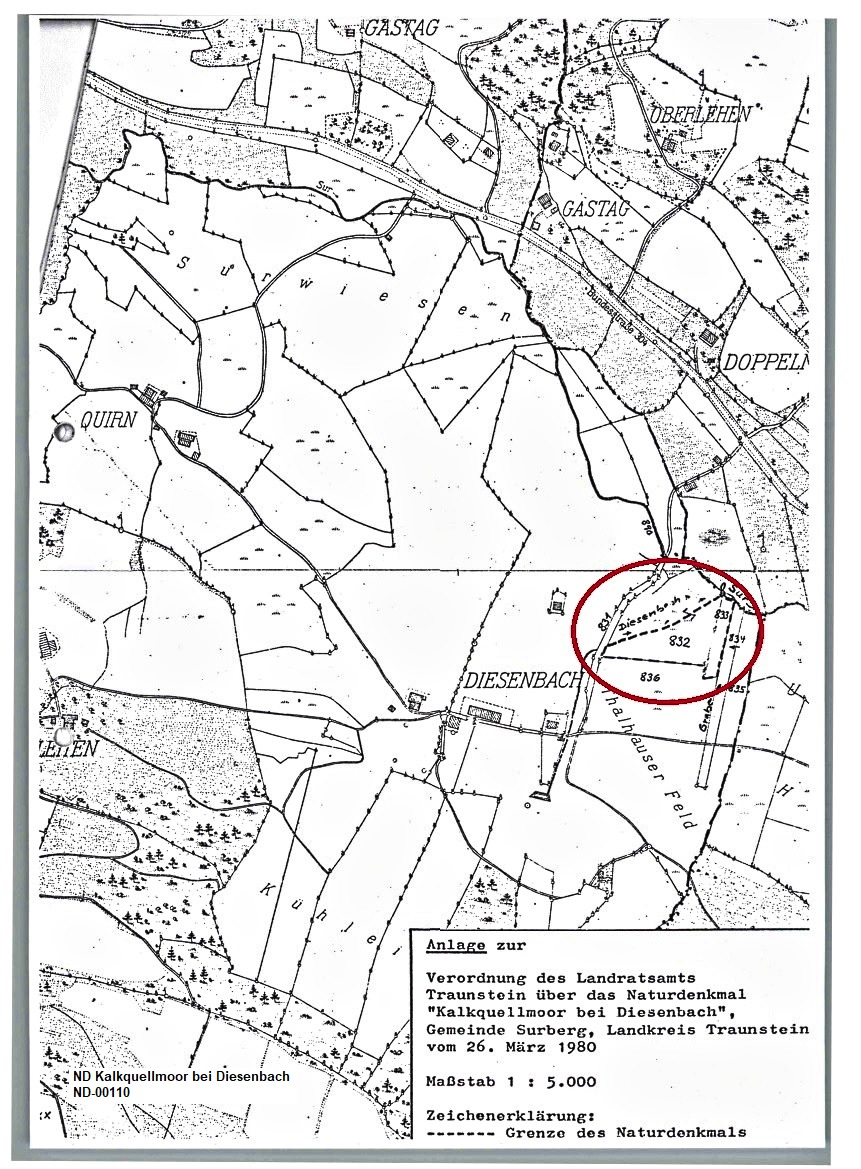
Lageplan Amtsblatt

Das Kalkquellmoor bei Diesenbach in der Gemeinde Surberg ist ein 0,82 ha großes flächenhaftes Naturdenkmal im Landkreis Traunstein.
Es erhielt im März 1980 durch Verordnung des Landratsamtes Traunstein den Schutzstatus und wird vom Bayerischen Landesamt für Umwelt unter der Nummer ND-00110 gelistet.

## Schutzzweck
Das Moor ist als flächenhaftes Naturdenkmal zu schützen, da es sich hier um eines der wertvollsten Kalkquellflachmoore des gesamten Alpenvorlandes mit seltenem Pflanzenbestand handelt und die Erhaltung wegen seiner Eigenart und seiner ökologischen, wissenschaftlichen und geschichtlichen  Bedeutung im öffentlichen Interesse liegt.